# Oloid

Oloid

Oloid (animație)

Oloidul este o suprafață tridimensională convexă, descrisă pentru prima oară de matematicianul german Paul Schatz⁠(d) în 1929.